# Бинде (Альтмарк)
Бинде (нем. Binde) — община в Германии, районный центр, расположен в земле Саксония-Анхальт.
Входит в состав района Зальцведель. Подчиняется управлению Зальцведель-Ланд. Население составляет 371 человек (на 31 декабря 2006 года). Занимает площадь 15,90 км².